# ألفا (حرف)
ألفا (باليونانية:ἄλφα) هو الحرف الأول في الأبجدية الإغريقية، يأخذ الحرف شكلين الكبير (Α) والصغير (α).